# Powrót do przyszłości

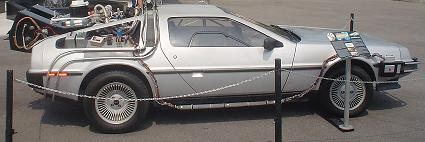
Wehikuł czasu

Powrót do przyszłości (ang. Back to the Future) – amerykański film przygodowy i fantastyczno-naukowy z 1985 roku, wyreżyserowany przez Roberta Zemeckisa. Wraz z częścią drugą i trzecią tworzą trylogię. Wehikułem czasu w filmie jest De Lorean DMC-12.

## Fabuła
Marty McFly to przeciętny amerykański nastolatek. Jego ojciec, George, to życiowy nieudacznik żyjący w strachu przed dawnym kolegą szkolnym, a obecnym szefem, Biffem Tannenem. Matka, Lorraine Baines McFly, mająca problem z alkoholem, stara się uchodzić za wzór cnoty i dobrego wychowania, nieustannie krytykując dziewczynę Marty’ego, Jennifer, twierdząc, że ona nigdy tak nie zabiegała o chłopaków. Lubi opowiadać historię swojego spotkania z George’em, która zaczęła się, gdy jej ojciec, Sam Baines, potrącił George’a leżącego na ulicy (rzekomo George oglądał ptaki, siedząc na drzewie, z którego spadł pod koła samochodu Bainesa). Lorraine, litując się nad chłopakiem, zgodziła się pójść z nim na szkolną potańcówkę „Enchantment under the sea”, która odbyła się 12 listopada 1955. Zakochała się w nim, gdy podczas tańca spojrzeli sobie w oczy.
Otyła siostra Linda i podobny w charakterze do ojca brat Dave dopełniają obrazu.
Przyjacielem Marty’ego jest doktor Emmett Lathrop Brown, szalony naukowiec i wynalazca. Któregoś dnia Doc umawia się z Martym, by zrobić eksperyment z wehikułem czasu.
Przez owo spotkanie Marty spóźnia się do szkoły, za co dostaje kolejne upomnienie od dyrektora i traci szansę na to, by jego zespół zagrał na szkolnej potańcówce. Po zajęciach, wraz z Jennifer spotykają na mieście kwestującą kobietę, która zbiera datki na odnowienie ratuszowej wieży zegarowej. W zamian wręcza ulotkę z datą uderzenia pioruna w wieżę zegarową – 12 listopada 1955, o godzinie 22:04. Podczas kampanii wyborczej promującej Goldiego Wilsona na burmistrza Hill Valley, Marty widzi auto swoich marzeń, super pick-up-a Toyota.
Nocą Marty zjawia się w umówionym miejscu, by eksperymentować z Emmettem. Przy prędkości 88 mil na godzinę (142 km/h) wysyłają DeLoreanem psa Einsteina o minutę w przyszłość, co Marty filmuje. Doktor twierdzi, że bez mocy 1.21 gigawata samochód nie przeniesie się w czasie i jedynie pluton, który ukradł libijskim terrorystom, jest w stanie wytworzyć taką moc. Nastawia w wehikule datę 5 listopada 1955 roku, gdyż w tym dniu wymyślił kompresor czasu, gdy upadł, chcąc powiesić zegar w łazience.
Niespodziewanie zjawiają się okradzeni terroryści i zabijają Emmetta serią strzałów z karabinu. Marty próbuje uciec wehikułem i niezamierzenie przenosi się w czasie do roku 1955. Ląduje w stodole u Peabodych, którzy chcą go zabić, biorąc go za kosmitę. Marty próbuje znaleźć swój dom, który jednak jeszcze nie istnieje. Ukrywa wehikuł na budowie. W mieście w kafejce spotyka młodego Goldiego Wilsona i przypadkiem radzi mu, by kiedyś został burmistrzem miasta, co chłopakowi z miotłą w ręce bardzo odpowiada. Spotyka też swojego ojca, który już wtedy był kozłem ofiarnym Biffa.
Znowu spotyka ojca, gdy ten na drzewie podglądał dziewczynę. Gdy George spada i – według historii – ma zostać przejechany przez przyszłego teścia, Marty chroni ojca przed wypadkiem, zakłócając kontinuum czasoprzestrzenne, gdyż sam wpada pod samochód. Budzi się w łóżku swojej matki, Lorraine, w domu Bainesów. Z przerażeniem odkrywa, że młoda Lorraine się w nim zakochała. Znajduje Browna i udowadnia mu, że naprawdę przybył z przyszłości. Z fotografii Marty’ego z rodzeństwem zaczyna znikać Dave, najstarszy z rodzeństwa McFlyów. By przeżyć, Marty musi sprawić, by jego rodzice spotkali się ze sobą. Jednakże Lorraine jest coraz bardziej zafascynowana tajemniczym nieznajomym, a nie cichym, wyśmiewanym George’em, a sam George odrzuca możliwość zaproszenia Lorraine, nie wierząc, by jakakolwiek dziewczyna chciała z nim pójść na tańce. Podczas kolejnej wizyty w kafejce znów jest świadkiem konfrontacji Biffa z George’em. Buntując się przeciw wyśmiewaniu się z ojca, Marty podkłada Biffowi nogę, narażając się jemu i jego bandzie. Uciekając, robi deskorolkę z hulajnogi i dzięki deskorolkowej ekwilibrystyce nie tylko udaje mu się uciec, ale i ośmieszyć Biffa i jego bandę, kierując jego samochód na przyczepę z obornikiem.
W końcu Marty obmyśla podstęp, dzięki któremu George i Lorraine mieliby się zakochać. Przebiera się za Lorda Vadera i każe George’owi poderwać Lorraine. Marty obmyśla kolejny podstęp, dzięki któremu Lorraine miałaby się zakochać w George’u. Mianowicie miałby się zachować chamsko wobec matki, a George miałby ją z tego „wyratować”. Lorraine zaprasza Marty’ego do samochodu wbrew temu, co mówiła trzydzieści lat później. W samochodzie w obecności Marty’ego Lorraine pali papierosy i pije alkohol, czego zawsze zabraniała Marty’emu i jego rodzeństwu. W podstępie niespodziewanie przeszkadza Biff, który usiłuje zgwałcić Lorraine. Jednak wtedy właśnie George zaczyna wierzyć we własne siły, pokonuje Biffa i zdobywa miłość Lorraine. Marty gra na gitarze podczas potańcówki i przedstawia nowy styl muzyki, który miał powstać ponad dekadę później.
Tymczasem doktor Brown obmyślił sposób, w jaki może wysłać Marty’ego z powrotem w przyszłość. Marty ma przejechać przez miejsce, w które uderzy piorun. Po niespodziewanej przygodzie, w której Brown o mało co nie spada z zegara, Marty’emu udaje się nie tylko wrócić do przyszłości, ale również poinformować (listownie) Browna o czekającej go tragedii. Dzięki temu doktor zbroi się w kamizelkę kuloodporną i nie ginie.
Po powrocie Marty zastaje swojego ojca jako szefa Biffa. Tymczasem Brown wyrusza w przyszłość i wraca z hiobowymi wieściami, które dotyczą Marty’ego i Jennifer. Dalsze losy bohaterów zostają przedstawione w drugiej części filmu – Powrót do przyszłości II.

## Obsada
| Postać                   | Aktor             |
| ------------------------ | ----------------- |
| Marty McFly              | Michael J. Fox    |
| Dr. Emmett Lathrop Brown | Christopher Lloyd |
| Lorraine Baines McFly    | Lea Thompson      |
| George McFly             | Crispin Glover    |
| Biff Tannen              | Thomas F. Wilson  |
| Strickland               | James Tolkan      |
| Jennifer Parker          | Claudia Wells     |
| Dave McFly               | Marc McClure      |
| Linda McFly              | Wendie Jo Sperber |
| Match                    | Billy Zane        |
| Skinhead                 | J.J. Cohen        |
| 3-D                      | Casey Siemaszko   |

## Produkcja

### Scenariusz
Scenarzysta i producent Bob Gale wpadł na pomysł Powrotu do przyszłości, gdy odwiedzał swoich rodziców w St. Louis. Przeszukując ich piwnicę, znalazł rocznik ze szkoły średniej swojego ojca i odkrył, że był on przewodniczącym klasy absolwentów. Wtedy pomyślał o przewodniczącym swojej klasy i o tym, że nic go z nim nie łączyło. Zaczął się więc zastanawiać, czy przyjaźniłby się ze swoim ojcem, gdyby razem chodzili do szkoły. Kiedy wrócił do Kalifornii powiedział o swoim pomyśle Robertowi Zemeckisowi. To sprawiło, że reżyser zaczął rozmyślać o matce, która twierdziła, że nigdy nie pocałowała chłopca w szkole, choć w rzeczywistości była bardzo rozwiązła. Uznali też, że te historie mogą być dobrym materiałem na film, więc we wrześniu 1980 roku oba projekty trafiły do wytwórni Columbia Pictures, a w lutym następnego roku napisano pierwszy szkic scenariusza.
Głównym bohaterem filmu miał być 17-letni chłopak Marty, który cofa się w czasie i spotyka swoich rodziców. Scenarzyści uznali, że skoro akcja rozpoczyna się w 1985 roku to aby mógł spotkać rodziców w swoim wieku, to musi się przenieść do 1955 roku. A była to era buntu nastolatków, narodzin rock n' rolla i ekspansji przedmieść, na których rozgrywa się cała historia. Sam Marty początkowo był piratem kopiującym nielegalnie kasety video, wehikuł czasu był lodówką, a cała akcja osnuta była wokół powrotu wehikułu do przyszłości, który potrzebował do tego energii z eksplozji atomowej. Zemeckis był jednak „zaniepokojony tym, że dzieci mogą przypadkowo zamykać się w lodówkach”, a kulminacyjny moment został uznany za zbyt drogi w realizacji. Postanowiono więc, że wehikułem czasu zostanie DeLorean. Scenarzystom z trudnością przyszło też stworzenie wiarygodnej przyjaźni między Martym i doktorem Brownem, gdyż skupiali się tylko na jego relacjach z matką. Biff Tannen otrzymał nazwisko po kierowniku wykonawczym studia Universal Nedzie Tannenie, który podczas jednego ze spotkań zachował się agresywnie w stosunku do Zemeckisa i Gale’a.
Pierwszy szkic scenariusza ukończono w lutym 1981 roku jednak wytwórnia Columbia Pictures uznała, że należy go całkowicie zmienić. Gale wspominał, że zasugerowano im nawet, żeby udali się z nim do Disneya, więc zdecydowali, że spróbują w różnych studiach i sprawdzą, czy ktoś nim zainteresuje. Przez kolejne cztery lata wszystkie najważniejsze wytwórnie filmowe odrzucały scenariusz. We wczesnych latach 80. popularne były nieprzyzwoite komedie dla nastolatków (takie jak Fast Times at Ridgemont High, czy Świntuch), więc scenariusz był zwykle odrzucany, ponieważ był zbyt „łagodny”. Twórcy zdecydowali się w końcu spróbować w Disneyu, ale usłyszeli, że „matka zakochująca się we własnym synu, to nie jest odpowiednia rzecz dla filmu rodzinnego wydawanego pod szyldem Disneya”.
Z tego powodu rozważali współpracę ze Stevenem Spielbergiem, który wyprodukował wcześniej dwa filmy Zemeckisa (Używane samochody i Chcę trzymać cię za rękę), ale ponieważ oba okazały się klapą reżyser przeczuwał, że jeśli nakręci ze Spielbergiem kolejny marny obraz to następnych nie będzie już w stanie z nim zrobić. Gale wspominał jak „obawiali się tego, że dostaną opinię facetów, którzy pracują ze Stevenem Spielbergiem tylko dlatego, że są jego kumplami”. W 1984 roku Zemeckis wyreżyserował Miłość, szmaragd i krokodyl, który okazał kasowym hitem, a jego wyniósł do reżysera wyższej rangi. Ten sukces ułatwił mu podjęcie współpracy ze Spielbergiem, a projekt trafił do wytwórni Universal Pictures.
Kierownik wykonawczy studia Sidney Sheinberg zaproponował, by zmienić imię matki Marty’ego z Meg na Lorraine (było to imię jego żony Lorraine Gary) i zastąpić ulubionego szympansa doktora Browna psem. Chciał również, żeby tytuł zmieniono na Kosmonautę z Plutona, gdyż był przekonany, że żaden film ze słowem „przyszłość” w tytule nie odniesie sukcesu. Jednak Spielberg wysłał do niego notę, w której napisał, że uznaje to za żart, czym zawstydził Sheinberga i jego niedorzeczny pomysł.

### Casting
Na odtwórcę Marty’ego McFlya od początku typowany był Michael J. Fox, jednak w tym czasie był on zajęty inną produkcją. Premierę Powrotu do przyszłości pierwotnie zaplanowano na maj 1985 roku a ponieważ zbliżał się koniec 1984 roku i było już wiadomo, że Fox nie będzie w stanie zagrać w filmie zaczęto szukać innego odtwórcy. Zemeckis zastanawiał się nad C. Thomasem Howellem i Erickiem Stoltzem, jednak lepsze wrażenie wywarł na nim ten drugi. Z powodu trudności w doborze obsady, datę rozpoczęcia produkcji dwukrotnie zmieniano i ostatecznie wyznaczono ją na 26 listopada 1984 roku.
Po czterech tygodniach od rozpoczęcia zdjęć, Zemeckis uznał, że obsadzenie Stoltza w roli McFlya było błędem. I choć zarówno on jak i Spielberg zdawali sobie sprawę, że nagrywanie tych samych scen od nowa to koszt dodatkowych 3 milionów dolarów, zdecydowali się na zmianę w obsadzie. Jak wyjaśnił Spielberg, Zemeckis uznał, że Stoltz był pozbawiony humoru i dał „przerażająco dramatyczny występ”. Gale dodał, że Stoltz po prostu odgrywał swoją rolę, podczas gdy Fox miał osobowość jak Marty McFly. W styczniu 1985 roku Michael J. Fox w końcu dołączył do obsady, a pod koniec lutego zrobiono ostatnie poprawki w czwartej wersji scenariusza.
Drobne problemy pojawiły się także przy obsadzie innych ról. Początkowo doktora Browna miał zagrać John Lithgow jednak po tym, jak stał się nieosiągalny producent Neil Canton, zaproponował ją Christopherowi Lloydowi, ale aktor ją odrzucił i przyjął dopiero po przeczytaniu scenariusza i namowach żony.
George’a McFlya zagrał Crispin Glover, jednak z powodu sporów z producentami o wysokość honorarium w części II i III został zastąpiony przez Jeffreya Weissmana.
Z kolei Thomas F. Wilson został wybrany do roli Biffa Tannena, ponieważ J.J. Cohen, który miał go zagrać okazał się za mało przekonujący. Zamiast tego wystąpił jako jeden z oprychów Biffa.
Jedynie z aktorką Leą Thompson, która zagrała Lorraine McFly obyło się bez problemów. Jej protetyczny makijaż w początkowych scenach filmu, nakładano aż trzy i pół godziny.

### Zdjęcia

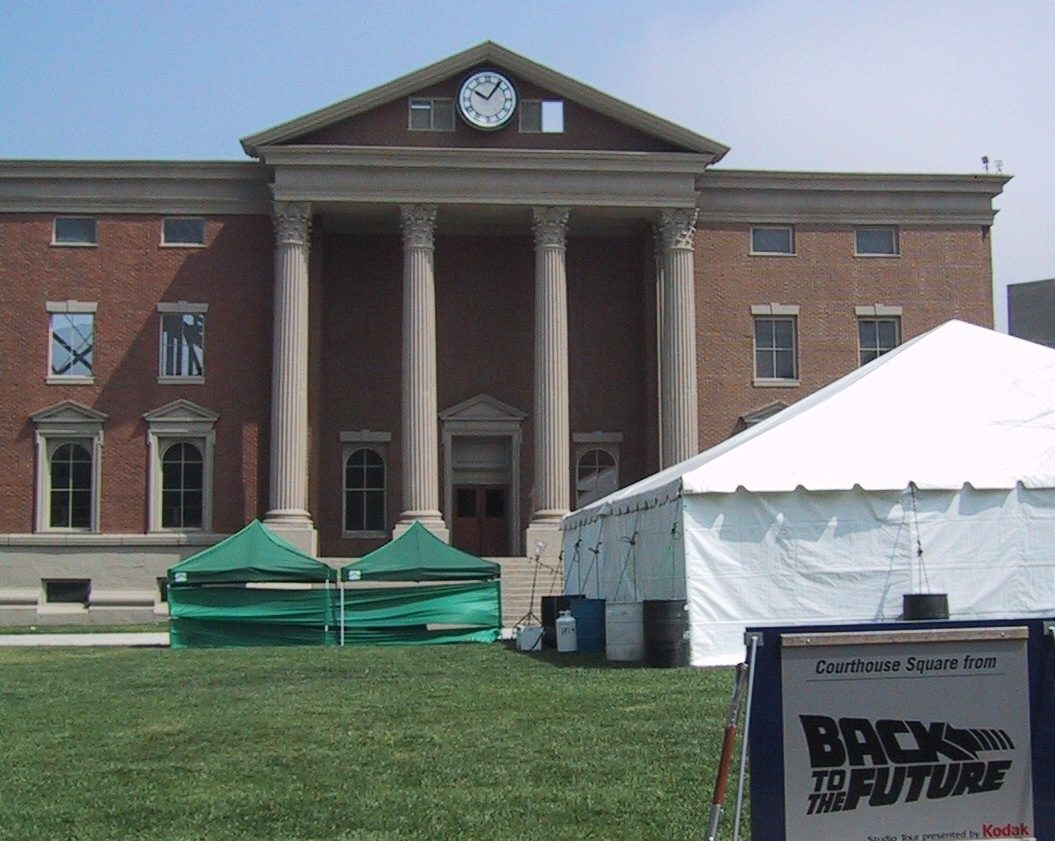
Dekoracje Hill Valley

Po odejściu Stoltza, do obsady dołączył Michael J. Fox, który choć mógł już wystąpić w filmie to wciąż jeszcze nagrywał Rodzinne więzi. A to oznaczało, że musiał dzielić czas między dwiema produkcjami naraz. W ciągu dnia nagrywał więc Rodzinne więzi, a od 18:30 do 2:30 w nocy pracował na planie Powrotu do przyszłości. To powodowało, że przeciętnie sypiał po pięć godzin dziennie. Z kolei w weekendy kręcił sceny dzienne, gdyż tylko wtedy miał na to czas. Później przyznał, że była to niezwykle wyczerpująca praca, ale „występowanie w filmach i telewizji było jego marzeniem, choć nie spodziewał się, że w obu naraz”.
Sceny na placu w Hill Valley kręcono w Courthouse Square, znajdującym się w Universal Studios. Jak wyjaśnił Bob Gale wybrano to miejsce, ponieważ żadne miasto nie pozwoliło filmowcom na zmianę swojego wyglądu. Zdecydowano więc, że najpierw zostaną nakręcone sceny rozgrywające się w latach 50., gdy miasto wygląda pięknie i cudownie, a potem wszystko zostanie zaśmiecone, by przypominało ponure i brzydkie scenerie lat 80. Wnętrza domu doktora Browna nakręcono w Robert R. Blacker House, a jego plenery w Gamble House. Za szkołę w Hill Valley posłużyła Whittier High School, a za salę, gdzie odbyła się szkolna potańcówka sala gimnastyczna Hollywood United Methodist Church.
Zdjęcia zakończono 20 kwietnia 1985 roku a ponieważ ich realizacja trwała sto dni, premierę filmu przesunięto z maja na sierpień. Dyrektor wykonawczy Sidney Sheinberg ostatecznie wyznaczył datę premiery na 3 lipca. By mieć pewność, że film będzie gotowy na czas, do jego montażu przydzielono Arthura Schmidta i Harry’ego Keramidasa oraz wielu montażystów dźwięku, którzy na zmiany przez 24 godziny pracowali nad jego ukończeniem. Z ostatecznej wersji zostało wyciętych osiem minut, które zawierały m.in. scenę w której Marty widzi jak jego mama ściąga podczas egzaminu, George’a zamkniętego w budce telefonicznej, czy rozszerzoną scenę, w której Marty udaje Dartha Vadera. Niewiele brakowało, a piosenka Johnny B. Goode również zostałaby wycięta z filmu, gdyż Zemeckis uznał, że nie posuwa naprzód fabuły. Ponieważ jednak przypadła ona do gustu przedpremierowej widowni postanowiono ją zachować.

### Muzyka
Autorem muzyki został Alan Silvestri, który wcześniej współpracował z Zemeckisem przy filmie Miłość, szmaragd i krokodyl. Ponieważ Spielbergowi wówczas ta muzyka się nie spodobała, Zemeckis doradził Silvestri, by skomponował coś wielkiego i epickiego, tak żeby wywarło to na Spielbergu wrażenie. Kompozytor rozpoczął nagrywanie ścieżki dźwiękowej dwa tygodnie przed pierwszym pokazem, a grupie Huey Lewis and the News zaproponował stworzenie piosenki przewodniej. Ich utwór The Power of Love bardzo spodobał się szefom studia, chociaż byli nieco zawiedzeni, że nie pojawia się w nim tytuł filmu. Zespół nagrał również piosenkę Back in Time puszczaną pod koniec filmu i w czasie napisów końcowych. Sam Huey Lewis pojawia się gościnnie w filmie jako nauczyciel, który w czasie przesłuchania określa zespół Marty’ego jako zbyt głośny.
By w wiarygodny sposób pokazać jak Michael J. Fox gra na gitarze, kierownik muzyczny Bones Howe wynajął instruktora i muzyka Paula Hansona, by nauczył Foxa sprawnie symulować grę.
Oryginalny album ze ścieżką dźwiękową wydany w 1985 roku zawierał tylko dwie wybrane kompozycje Alana Silvestri, oba utwory Huey Lewisa, piosenki zagrane w filmie przez Marvin Berry and The Starlighters oraz dwa popowe utwory, które tylko przez bardzo krótką chwilę słychać w tle filmu. 24 listopada 2009 roku wytwórnia Intrada Records wydała limitowaną dwupłytową edycję całej ścieżki dźwiękowej.

## Odbiór

### Krytyka w okresie premiery
Powrót do przyszłości zebrał ogólnie pozytywne recenzje od krytyków. Większość recenzentów była zgodna, że Powrót do przyszłości był jednym z najzabawniejszych filmów roku, głównie dzięki skupieniu się na opowiadaniu historii zamiast tworzeniu czystego widowiska. 
Paul Attanasio i Gene Siskel uznali, że choć w świecie filmów adresowanych do młodzieży, Powrót do przyszłości może uchodzić za przykład filmu, w którym wszystko „wydaje się być nie tak”, to jego twórcy skutecznie obalili dotychczasowe oczekiwania, koncentrując się na wiarygodnej fabule z rdzeniem emocjonalnym przy użyciu lekceważącego, dobrodusznego humoru. Obaj recenzenci wraz z Richardem Corlissem byli zdania, że film jest całkiem znośny, ponieważ oferuje coś dla dzieci i dorosłych. Niektórzy krytycy, tacy jak Corliss czy Leonard Malti zgodnie twierdzili, że początek filmu, czyli wprowadzenie i przedstawienie bohaterów było najsłabszym elementem Powrotu do przyszłości, który jednak prowadził do drugiej, lepszej połowy filmu wypełnionej „dowcipem”, „zachwytem”, „komicznym objawieniem” i oryginalnymi pomysłami. Roger Ebert wśród zalet filmu wymienił człowieczeństwo, urok, humor oraz wiele niespodzianek, które opisał jako „wielkie przyjemności”.

### Krytyka po latach i znaczenie
Film z czasem zaczął być uznawany za punkt przełomowy w historii amerykańskiego kina oraz jeden z najwybitniejszych filmów wszech czasów. „The New York Times” wymienił Powrót do przyszłości jako jeden z 1000 najlepszych filmów jakie kiedykolwiek powstały, a magazyn „Empire” sklasyfikował go na 23. miejscu swojej listy 500 najlepszych filmów w historii. Amerykański Instytut Filmowy natomiast umieścił film Zemeckisa na dziesiątej pozycji w Top 10 filmów fantastycznonaukowych.
Na agregatorze Rotten Tomatoes 93% krytyków oceniło film pozytywne, a średnia ocen ze 111 recenzji wyniosła 8,9/10. Według konsensusu krytyków tego serwisu: „Pomysłowy, zabawny i zapierający dech w piersiach Powrót do przyszłości to porywająca przygoda podróży w czasie o niezapomnianym duchu”. Film uplasował się też na 2. miejscu, zaraz po 2001: Odysei kosmicznej w zestawieniu „150 najlepszych filmów sci-fi wszech czasów” portalu Rotten Tomatoes. Na agregatorze Metacritic film uzyskał wynik 87/100 na podstawie 26 recenzji, co wedle zasad serwisu oznacza „powszechne uznanie”. W 2007 roku Powrót do przyszłości został wprowadzony do Narodowego Rejestru Filmowego Stanów Zjednoczonych jako „film znaczący kulturowo, historycznie lub estetycznie” i od tego czasu jest przechowywany w Bibliotece Kongresu.

## Nagrody i nominacje
Powrót do przyszłości otrzymał cztery nominacje do Oscara – w kategoriach „najlepszy scenariusz oryginalny”, „najlepsza piosenka oryginalna” („The Power Of Love”), „najlepszy dźwięk” oraz „najlepszy montaż dźwięku”, zwyciężając w ostatniej kategorii. Film zdobył też nagrodę Hugo w kategorii najlepsza prezentacja dramatyczna w 1986 roku.